# 与那国島の防衛問題
与那国島の防衛問題（よなぐにじまのぼうえいもんだい）では、沖縄県八重山郡与那国町にある日本最西端の島である与那国島の防衛問題について説明する。

## 背景
与那国島は、日本最西端の島である。
日本政府は2016年4月に施行された有人国境離島地域の保全及び特定有人国境離島地域に係る地域社会の維持に関する特別措置法（有人国境離島法）第4条に基づいて定めた基本方針において、与那国島を含む八重山列島等の29地域を同法第2条で定義される「有人国境離島地域」に特定し、領海等の保全等に関する活動拠点としての機能を維持するために、外国船舶による不法入国等の防止のための国の行政機関の施設の設置や、活動拠点の基盤となる港湾、漁港、道路及び空港の整備等を図ることとしており、その中には「防衛計画の大綱」及び「中期防衛力整備計画 」に基づく自衛隊の部隊の増強等も含まれている。

## 自衛隊配備

### 外国籍船の活動
1990年代より沖縄近海では、外国籍と思われる船舶の活動が確認されていた。
1996年、中華人民共和国が中華民国（台湾）の総統選挙に軍事的圧力をかけたことから、第三次台湾海峡危機が発生。台湾に面した与那国島の沖合に、中国人民解放軍が威嚇目的で放った弾道ミサイルが弾着したことから、地元漁師は操業を一時見合わせることを余儀なくされた。
1998年、第11管区海上保安本部は、尖閣諸島付近で領海侵犯したとされる中国漁船について、1,547隻の確認を発表した。
1999年には、海上保安庁と海上自衛隊が、日本の排他的経済水域で、中国の軍艦と海洋調査船合計45隻を確認したとされる。中国船は中国海軍の4,200トンの旅滬型駆逐艦も確認されている。
またこの年、ロシアによる情報収集艦と、台湾の海洋調査船もそれぞれ1隻ずつ確認された。中国の海洋調査船は、船尾から出したケーブルを曳航したり、海底の泥や海水を採取する作業を行っていたとされ、日本の巡視船が国際電波で交信した際に当該船は「中国政府の指示により調査活動をしている。日本の排他的経済水域に同意していない。」と返答している。
2000年代に入っても、中国籍と思われる船が沖縄近海において頻繁に確認されていく。その一部は、中国人民解放軍海軍による10隻編成の艦艇が、日本最南端の沖ノ鳥島にまで到達していることが確認されたり、奄美大島近海の日本の排他的経済水域内では、中国海監の海洋監視船が、海上保安庁の測量船に接近し、約3時間45分にわたって追跡していたことが発表された。

### 自衛隊誘致と配備計画
中国公船の沖縄近海への接近および日本の排他的経済水域内の通過など、問題行動の頻発と平行し、与那国島では防空識別圏見直しの要望や、与那国町議会による自衛隊誘致の議決が行われる動きが起こる。この与那国町の自衛隊誘致の声を受け、2010年北澤俊美防衛大臣がこの地域への自衛隊配備に関して、予算計上を表明する動きへとつながった。
2008年に与那国島町議会では、国境の島として現状の警察官2名だけでは問題があることや島の活性化として自衛隊誘致を決議している。2009年8月の町長選では、自衛隊誘致を推進する外間守吉が当選した。
与那国町議会議員の糸数健一によれば、与那国島における自衛隊誘致構想は、尾辻吉兼（第16代）町長時代からあったと言う。糸数は与那国島周辺の状況について、「日が暮れる頃、中国の調査船が岸スレスレに近づいてくるのです。日中は沖合いにいますが、夕方になると接近してきます」と発言し、中国船が与那国の漁師でも座礁を恐れて近づかない浅いところまで近づいてきて、船体を肉眼で確認できたと述べている。また、島の防衛体制については、駐在する警察官2名と火器は回転式拳銃2丁のみであると述べている。
2010年4月30日、北澤俊美防衛大臣は、日本周辺海域での中国海軍の活動活発化を受け、南西諸島への陸上自衛隊部隊の配備に向けて、次年度予算案に調査費を計上する考えを表明。「九州から沖縄本島、与那国島までの間に、何がしかの配備を考えなければいけないとの空気は省内でも強くなっている」とした。
2010年12月17日に閣議決定・公開された防衛計画の大綱及び中期防衛力整備計画において200人規模の沿岸監視隊配備が盛り込まれ、平成23年度防衛予算では調査費として3,000万円が計上された。
2012年度予算では、新編する陸自の沿岸監視部隊の配置及び空自の移動警戒隊の展開のために必要な用地取得などを実施するため、10億円が計上された。これは島嶼防衛や大規模・特殊災害への対応等のためとされる。地元では隊員の消費活動による経済波及効果も期待されている。
2013年度予算では、駐屯地整備や沿岸監視レーダーなどの取得に62億円が盛り込まれた。

### 与那国町との交渉と契約
2013年3月20日。外間守吉町長は基地設置の「迷惑料」として10億円を要求し、沿岸警備を含めた国防上の意義については「国が考えること」とし「町の経済効果が最優先」と説明し、現状提示の金額では基地の設置には応じられず、金額の面で一切妥協する意思がない事を表明した。防衛省の提示額は最大1億5千万円で、金額の隔たりは大きく、防衛省は与那国島ではなく石垣島など代わりとなる配備先を検討した。外間は10億円の根拠として2012年後に基地設置に伴う調査検討費用として10億円が計上されていることを挙げ、町民はその10億円が全額 島に投入されると解釈しているとし、今更町民の期待を裏切ることはできないと説明した。後に外間は「迷惑料」の表現を「市町村協力費」に修正した。但し「迷惑料」の表現修正後もメディアなどでは「迷惑料」の表記が引き続き使用されている。
2013年4月18日、君塚栄治陸上幕僚長は、会見で「町側が迷惑料10億円を要求している状況が続くなら、白紙も含めて全体計画の見直しも検討せざるを得ない」と語った。2013年5月14日、与那国防衛協会は、8月11日に予定されている与那国町長選挙で、外間を支持せず、独自候補を立てることを表明した。与那国防衛協会は、前回選挙では外間を支持していたが、「協力費」に反発して支持を撤回した。2013年5月19日、外間守吉町長は、「市町村協力費」について10億円という金額にこだわらず、予定地の賃貸料と特別交付税の増額を求めていく方針に転換した。
2013年6月19日、与那国町は、「迷惑費」の10億円を取り下げ、土地の年間賃貸料を1,500万円とすることで、防衛省と妥結した。この賃貸契約に関する議案は、2013年6月20日に与那国町議会へと出され、賛成3、反対2の賛成多数で可決された。これを受けて2013年6月27日、与那国町と沖縄防衛局は、配備予定地を貸す仮契約を結んだ。
2013年7月7日、外間守吉は8月の町長選への立候補を表明。当初は独自候補を出す予定であった与那国防衛協会も、外間支持を表明し、自衛隊誘致の賛成派は候補者を一本化した。2013年8月11日、与那国町長選の投開票が行われ、外間が僅差で自衛隊誘致反対派の崎原正吉を破り、3選を果たした。
2014年3月31日、国と与那国町との間で町有地を貸す契約が正式に結ばれた。2014年4月19日、小野寺五典防衛大臣出席のもと、沿岸監視部隊配備のための着工式典が開かれた。監視レーダー施設などの完成は2015年度末を予定しており、沿岸監視部隊と後方支援部隊を併せ150名程度が配備される予定とされた。ピーク時には600人程度の工事関係者が島に滞在した。

### 与那国町での賛否
2014年9月7日投票の与那国町議会選挙で、町議会は誘致派が3人、反対派らが3人となった。誘致派が議長となったため、議長を除く議席構成では、反対派が多数となった。反対派らの賛成多数で、自衛隊誘致の賛否を島民に問う反対派が主導する住民投票条例が可決され、2015年2月22日に陸上自衛隊沿岸監視部隊配備の是非を問う住民投票が実施された。この住民投票に法的拘束力は無いものの、与那国町の住民投票条例は町長と町議会に対して「投票結果を尊重」するよう求めている。誘致反対派の要求により、この住民投票での投票権は中学生以上の未成年者や永住外国人にも与えられた。この住民投票には、有権者1,276人のうち1,094人が投票し投票率は85.74%。開票結果は、賛成632票、反対445票で、賛成派が多数を占めた。
反対派住民30名は武力衝突による平和的生存権の侵害や電磁波による健康被害の恐れを根拠に駐屯地の工事差し止めの仮処分命令申し立てを行ったが、那覇地方裁判所は2015年12月24日付けで却下した。決定理由として、武力衝突に至る恐れがあることを認める資料がないことや、電磁波の強度が法律の基準値を下回ることを挙げた。住民3名はこれを不服として即時抗告したが、福岡高等裁判所那覇支部は2016年2月19日付けで却下した。

### 与那国駐屯地の開設
2016年1月26日の閣議を経て、与那国駐屯地の開庁日を3月28日付けとすることが中谷元防衛大臣より発表された。2016年3月28日には与那国駐屯地が開設され、与那国沿岸監視隊が配備された。あくまでも情報収集が任務であって、敵の迎撃を任務とする離島警備部隊ではない。駐屯地は日本最西端で台湾を臨む久部良地区にあり、駐屯地の建物は大自然を抱く与那国島の景観に配慮して、屋根瓦を赤茶色、壁を白色の外装としている。また、ゲンゴロウ類などの島の貴重な動植物を保護するため、敷地内にビオトープ（生息・生育空間）が設けられている。島中部のインビ岳には船舶・航空機を監視するレーダー5本が建設された。
隊員と家族の転入により、与那国島の人口は2017年2月末時点で約9年ぶりに1,700人台（うち15％が自衛隊関係者）を回復した。町財政にとっても年間で住民税4000万円程度と駐屯地賃貸料（約1,500万円）が増収となり、後者を財源に小中学校と幼稚園の給食を無償化した。駐屯地側も、島の動植物を保護するビオトープを設置したり、駐屯地夏祭りを開催したり、官舎敷地内にある子供用遊具や建設中の体育館・運動場を開放したりするなど、地域への溶け込みに配慮している。島の商店や祭り、学校は活気を取り戻しているが、選挙への影響を指摘する声もある。

## 防空識別圏
日本最西端の島である与那国島は、なんらの領土紛争も存在せず、国際的にも明らかな日本の領土である。しかし、沖縄占領時にアメリカ空軍が設定していた防空識別圏を、防衛庁（当時）が1969年（昭和44年）の訓令でそのまま継承した結果、島の上空は日本の領空だが、東経123度線を境に島の東側3分の1は  日本、西側3分の2は  台湾の防空識別圏として扱われるようになった。この領空と防空識別圏の不一致は、長く防衛上の懸案とされていた。
石垣島方面から飛来した旅客機は、与那国島の北を通って一度西側に出る。この段階で旅客機は中華民国の防空識別圏に進入しており、島の西側で進路を180度変え、東向きに滑走路へ降下して着陸する（離着陸は原則として全て東向きである）。防空識別圏が与那国島を分断していた場合、たとえば与那国空港へ向かう日本の民間機が、事前にフライトプランを中華民国空軍に提出しておかないと、島に近づいた途端に未確認飛行物体として同空軍機にスクランブル発進されかねない。
また、逆に台湾の航空管制区域から日本へ入ってくる不審機について日本側への通報が遅れた場合、日本側が認識した時点では、既に与那国島上空に所在するということにもなりかねない。このほか、海上自衛隊の航空哨戒任務や航空自衛隊の航空機は、通常は与那国島上空より西側へ出ることは無いため、島の西側を目視で哨戒することができなくなる。
ところが、2005年（平成17年）12月に、与那国町長の外間守吉と衆議院議員の西銘恒三郎が台湾を訪問した際に中華民国の安全保障機関である国家安全会議から入手した資料により、中華民国は与那国島から半径12海里（約22キロ）の半月状の地域を自国の防空識別圏からはずして運用しており、与那国島上空は中華民国の防空識別圏に含まれていないことが判明した。これにより、民間航空における問題が発生する可能性は低いことは判明したが、どのような経緯を経て日台間の認識相違が生じたのかは不明であった。
2006年（平成18年）2月9日に開かれた国会の予算委員会で西銘がこの問題を採り上げると、防衛庁長官（当時）の額賀福志郎も「初めて聞いた。今確認を急いでいる。」と述べ、見直しについては台湾との関係も考慮しながら検討していきたいと答弁。西銘は、防空識別圏は防衛庁長官の訓令で変更が可能であると指摘し、検証と検討を求めた、中華民国側からも「国防担当者と検討する」との表明がなされた。2009年（平成21年）7月には、与那国島を訪問した当時の防衛大臣浜田靖一に外間が改善を要望した。
防空識別圏に端を発するような問題はこれまでに発生していないが、1995年（平成7年）の第三次台湾海峡危機の時期に、台湾と与那国島の間の海域に台湾軍の射撃訓練区域が設定されたため、与那国島の漁業者が長期間にわたって操業できず、社会問題化したことがある。また、2006年（平成18年）8月には、台湾が当初設定した射撃訓練の区域設定に、与那国島の西半分が含まれていたことが判明した。その境界線は、防空識別圏と同じ東経123度であった。こうした事態を踏まえ、与那国町議会では射撃訓練の区域設定問題の解決を求める意見書と、漁協からの安全操業確保を求める陳情を全会一致で採択し、町長や漁協組合長が県や国の関係省庁に対応を要請した。
2010年（平成22年）5月26日、日本国政府は防空識別圏をそれまでの東経123度線から、与那国島の陸地から台湾側洋上へ14海里分西側を半月状に広げる形で設定し直す方針を明らかにし、6月25日付けの防衛省訓令改正により実施された。なお、中華民国には外交ルートを通じて説明がなされたが、中華民国外交部は「事前に我々と十分な連絡をとらなかった」として遺憾の意を表明し、日本の決定を受け入れようがないと反発した。
後に台湾の外交関係者が、この問題を取り扱う方法について両当事者間で合意が得られ、実務面での変更はないと述べたことにより、問題が解決したことが明らかにされた。

## 備考
- 産経新聞は、与那国島に自衛隊が配備される前は反対論が強かったものの徐々に反対の声がなくなりつつあると報じた[49]。